# Hungarian International 1976
Die Hungarian International 1976 im Badminton fanden am 6. und 7. November 1976 in Budapest statt. Es war die zweite Auflage dieser internationalen Meisterschaften von Ungarn im Badminton.

## Sieger und Platzierte
| Disziplin    | Gold                              | Silber                                 | Bronze                             |
| ------------ | --------------------------------- | -------------------------------------- | ---------------------------------- |
| Herreneinzel | Erfried Michalowsky               | Edgar Michalowski                      | Reinhold Pum                       |
| Herreneinzel | Erfried Michalowsky               | Edgar Michalowski                      | István Englert                     |
| Dameneinzel  | Monika Cassens                    | Angela Michalowski                     | Jiřína Hubertová                   |
| Dameneinzel  | Monika Cassens                    | Angela Michalowski                     | Taťána Pravdová                    |
| Herrendoppel | Erfried Michalowsky Roland Riese  | Gregor Berden Stane Koprivšek          | Johann Ratheyser Rudolf Holzinger  |
| Herrendoppel | Erfried Michalowsky Roland Riese  | Gregor Berden Stane Koprivšek          | Edgar Michalowski Joachim Schimpke |
| Damendoppel  | Monika Cassens Angela Michalowski | Taťána Pravdová Jiřína Hubertová       | Éva Pozsik Éva Cserni              |
| Damendoppel  | Monika Cassens Angela Michalowski | Taťána Pravdová Jiřína Hubertová       | Erzsébet Németh Ildikó Bödecs      |
| Mixed        | Edgar Michalowski Monika Cassens  | Erfried Michalowsky Angela Michalowski | Ladislav Šrámek Taťána Pravdová    |
| Mixed        | Edgar Michalowski Monika Cassens  | Erfried Michalowsky Angela Michalowski | Hermann Fröhlich Renate Dietrich   |

## Finalresultate
| Disziplin    | Sieger                            | Finalist                               | Ergebnis    |
| ------------ | --------------------------------- | -------------------------------------- | ----------- |
| Herreneinzel | Erfried Michalowsky               | Edgar Michalowski                      | 15–2, 15–11 |
| Dameneinzel  | Monika Cassens                    | Angela Michalowski                     | 11–7, 11–7  |
| Herrendoppel | Erfried Michalowsky Roland Riese  | Gregor Berden Stane Koprivšek          | 15–7, 15–12 |
| Damendoppel  | Monika Cassens Angela Michalowski | Taťána Pravdová Jiřína Hubertová       | 15–4, 15–6  |
| Mixed        | Edgar Michalowski Monika Cassens  | Erfried Michalowsky Angela Michalowski | 15–9, 15–2  |